# 托波利內 (瓦西里夫卡區)
47°16′30″N 35°0′38″E / 47.27500°N 35.01056°E
托波利內（烏克蘭語：Тополине）是位於烏克蘭東南部的村莊，由扎波羅熱州瓦西里夫卡區的小比洛澤爾卡市鎮負責管轄。該村始建於1798年，分別距離烏利亞尼夫卡1.5公里和小比洛澤爾卡4公里，始建於1798年，面積23.29平方公里，海拔高度79米，2001年人口661。